# جفرسون دیویس
جفرسون فینیس دیویس (به انگلیسی: Jefferson Finis Davis) همچنین معروف به جف دیویس Jeff Davis؛
(زادهٔ ۳ ژوئن ۱۸۰۸ – درگذشته ۶ دسامبر ۱۸۸۹) سیاست‌مدار آمریکایی و رئیس‌جمهور ایالات موتلفه آمریکا در طول جنگ داخلی آمریکا بود.
دیویس دانش‌آموخته آکادمی نظامی معتبر وست‌پوینت بود و تاریخ‌دانان پیشینه نظامی او را درخشان توصیف می‌کنند. دیویس در مقام سرهنگ در جنگ آمریکا و مکزیک یک هنگ داوطلب را رهبری می‌کرد. جفرسون دیویس همچنین در کابینه دموکرات فرانکلین پیرس - چهاردهمین رئیس‌جمهوری ایالت متحده - وزیر جنگ شد. چه پیش و چه پس از دوران زمامداری پیرس، دیویس به عنوان سناتور، ایالت میسیسیپی را در مجلس سنا نمایندگی می‌کرد. دیویس در دوران سناتوری با جدایی ایالات جنوبی مخالفت می‌ورزید، اما بر این بود که جدایی، بنابر قانون اساسی ایالات متحده آمریکا حق بی چون و چرای ایالات است.
جفرسون دیویس در ۹ فوریه ۱۸۶۱ به دنبال رویدادهایی که پس از به کرسی نشستن آبراهام لینکلن رخ داد و به همراهی ایالت متبوعش - که از ایالات متحده جدا شده بود - از مقام سناتوری استعفاء داد و به میسیسیپی بازگشت و تقریباً بلافاصله به عنوان رئیس‌جمهور موقت ایالات موتلفه آمریکا برگزیده شد، مقامی که در نوامبر همان سال و به اتفاق آرا، به مدت ۶ سال تمدید شد. او در طول مدت ریاستش تلاش کرد با بکارگیری طرح‌های نظامی مؤثر در برابر نیروهای شمالی، که به مراتب پرشمارتر، پرتوان‌تر و به‌سامان‌تر بودند ایستادگی کند. اما کوشش‌های دیپلماتیک وی نتوانست برای ایالات موتلفه مشروعیت بین‌المللی به ارمغان بیاورد و هیچ کشور بیگانه‌ای هیچگاه به‌طور رسمی و علنی ایالات موتلفه را به رسمیت نشناخت. سیاست‌های اقتصادی دیویس در مجموع ضعیف بود و نتوانست اقتصاد رو به افول ایالات موتلفه را درمانی باشد و دیویس تنها راهکار را چاپ اسکناس بیشتر و بیشتر می‌دید تا از پس هزینه‌های جنگ با شمال برآید. مورخان دیویس را به سبب ضعف نسبی عملکرد وی در در قیاس با لینکلن نکوهش کرده‌اند و از جمله انتقادات آنان این بود که وی از لینکلن خودکامه‌تر عمل می‌کرد، به اندازه همتای شمالی‌اش از پشتیبانی مردمی برخوردار نبود و پشتیبانی هیچ حزب رسمی را نداشت چون ایالات موتلفه دارای هیچ حزب سیاسی نبود.
بل وایلی، یکی از همین مورخان، باور دارد که دمدمی‌مزاج بودن دیویس به عنوان بلندپایه‌ترین مقام ایالات موتلفه، وی را به مانعی برای بهبودی اوضاع ایالات جنوبی تبدیل کرده بود. توجه بیش از حد دیویس به جزئیات، اکراهش در واگذاری مسئولیت به دیگران، ناتوانی‌اش در کنار آمدن با مخالفانش، اختلاف با فرمانداران ایالات زیر فرمانش و سرانجام توجه بیش از اندازه به امور نظامی در قیاس با مسائل سیاسی از جمله دیگر موانعی بودند که در ناکامی او و دولت ایالات موتلفه نقش داشتند.
شمالی‌ها دیویس را به اتهام خیانت در ۱۰ ماه مه سال ۱۸۶۵ دستگیر کردند اما او را هیچ‌گاه در دادگاه محاکمه نکردند. همچنین او از آن پس از بر دوش گرفتن هرگونه مسئولیت دولتی محروم شد، هرچند کنگره آمریکا این اتهامات و محدودیت‌ها را در سال ۱۹۷۸، یعنی ۸۹ سال پس از مرگش لغو کرد.
اگر چه دیویس حتی پس از جنگ میان مردم ایالات جنوبی به نسبت محبوب بود، ولی محبوبیتش در مقایسه با ژنرال رابرت ای. لی، قهرمان جنوبی‌هابه مراتب کمتر بود. البته جنوبی‌ها روی هم رفته، شهامت وی به خاطر ایستادگی در برابر شمال، استقلال عمل او، مخالفت آشکارش با روند بازسازی و درستی و حسن نیت او در دفاع از حقوق ایالات جنوبی را می‌ستودند. علاوه بر اینها، محبوبیت دیویس به تدریج افزایش یافت و رفته رفته به قهرمان جنگ داخلی از جانب جنوبی‌ها تبدیل شد و باورها و گذشته اش به جزئی از آنچه جنوبی جدید خوانده می‌شود بدل گشت.
جفرسون دیویس تا آخر زندگی بر این باور ماند که ائتلاف شمال آغازگر جنگ بوده‌است و ایالت‌های جنوبی در دفاع از حقوق بی چون و چرای خود کاملاً بر سبیل حق بوده‌اند و از این راه به پساجنوبی‌ها -یعنی جنوبی‌هایی که پس از جنگ هنوز خواهان، به زعم خودشان، بازپس‌گیری حقوق از دست رفته‌شان در طول جنگ بودند- نیرو و انگیزه می‌بخشید. دیویس در دهه پایانی زندگی اش دیدگاه خود را تعدیل کرد و با فضای تازه آن زمان در جنوب همدلی نشان می‌داد، فضایی که سازش گرایانه بود و اعتقاد داشت جنوبی‌ها می‌بایست برای حفظ اتحاد و رعایت مصلحت ایالات متحده آمریکا به شمال وفادار می‌ماندند.

## سال‌های نخست زندگی و دوره خدمت نظامی
جفرسون دیویس کوچک‌ترین فرزند از میان ۱۰ فرزند ساموئل اموری دیویس
(۱۸۲۴–۱۷۵۶) و جین کوک
(۱۸۴۵–۱۷۵۹) بود. نیای پدری جفرسون دیویس، ایوان دیویس
از ولز بریتانیا به مستعمرات آمریکا مهاجرت کرده بود و در ایالات ویرجینیا و مریلند سکونت گزیده و لیدیا اموری را به همسری گرفته بود. پدر و عموی جفرسون دیویس در نبردهای انقلاب آمریکا جنگیده بودند و از سربازان ارتش قاره‌ای
بودند. همچنین سه برادر بزرگتر دیویس در جنگ ۱۸۱۲ برای وطنشان جنگیده بودند.
در دوران کودکی، خانواده دیویس او دو بار محل زندگی خود را تغییر دادند: یکبار در سال ۱۸۱۱ که به منطقهٔ سنت مری پریش
در ایالت لویزیانا رفتند و بار دوم یکسال بعد در سال ۱۸۱۲ که ساکن شهرستان ویلکینسون
در ایالت میسیسیپی شدند. در همان‌جا بود که دیویس در سال ۱۸۱۳ تحصیلات مقدماتی خود را در آکادمی ویلکینسن، در نزدیکی مزرعه خانوادگی در شهر کوچک وودویل
آغاز کرد. او دو سال بعد به مدرسه کاتولیک سنت تامس
وارد شد که خود جزئی از مدرسه بزرگتر سنت رز پرایری
محسوب می‌شد. سنت رز پرایری را گروهی از راهبان فرقه دومینیکن اداره می‌کردند که در شهرستان واشینگتن
در ایالت کنتاکی مستقر بودند. در آن زمان جفرسون دیویس تنها شاگرد پروتستان آن مدرسه بود. دیویس سپس در سال ۱۸۱۸ به کالج جفرسون در شهر واشینگتن در ایالت میسیسیپی وارد شد و در سال ۱۸۲۱ به دانشگاه ترنسیلوانیا واقع در لکزینگتون ایالت کنتاکی رفت. بالاخره در ۱۸۲۴ بود که دیویس وارد آکادمی نظامی ایالات متحده، مشهور به وست پوینت شد.
او در دوران دانش‌آموزی در وست پوینت یکبار به خاطر شرکت در شورش موسوم به اگناگ
دستگیر شد، شورشی که در کریسمس سال ۱۸۲۶ و به دلیل قاچاق مشروبات الکلی برای استفاده در جشن سال نو رخ داد. دیویس در سال ۱۸۲۸ با رتبه ۲۳ از یک کلاس ۳۳ نفری از وست پوینت فارغ‌التحصیل شد. ستوان دوم جفرسون دیویس پس از فارغ‌التحصیلی از آنجا مأمور خدمت در هنگ اول پیاده‌نظام ارتش شد که در فورت کراوفورد
در ایالت ویسکانسین مستقر بود. دیویس که در هنگام جنگ شاهین سیاه
- که با سرخپوستان ساکن آمریکا در سال ۱۸۳۲ درگرفت - به درجه ستوانی ارتقاء پیدا کرده بود، در طول تمام مدت آن جنگ در خانه‌اش در میسیسیپی بود. اما در آخر جنگ زکریا تیلور (که بعدها به مقام ریاست جمهوری رسید و در آن زمان سرهنگ و نیز پدر زن دیویس بود)، دیویس را مأمور کرد تا شخص شاهین سیاه را (رهبر سرخپوستان در جنگ که نام او بر جنگ مزبور نهاده شد) همراهی کند و گفته شده که شاهین سیاه به خاطر مهربانی و محبت دیویس از او رضایت داشته‌است.

## ازدواج، زندگی در مزارع جنوب و ورود به عرصه سیاست
دیویس در فورت کراوفورد و زمانی که زیر نظر زکریا تیلور خدمت می‌کرد به سارا تیلور، دختر او علاقه‌مند شد و سارا نیز نسبت به او ابراز تمایل کرد. پدر سارا هرچند مهارت‌های دیویس و درستکاری او را می‌ستود اما به خاطر اینکه دختر اولش با یک پزشک ارتش ازدواج کرده بود و به خاطر شغل شوهرش زندگی غیرعادی و سختی را سپری می‌کرد، با ازدواج یک دختر دیگرش با یک سرباز مخالفت می‌کرد.

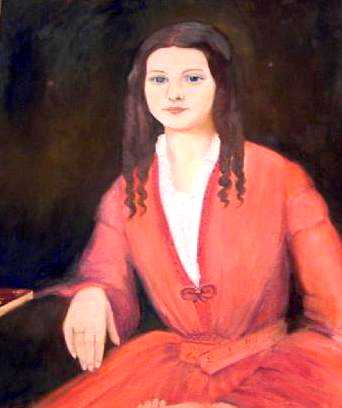
پرتره سارا ناکس تیلور، نخستین همسر جفرسون دیویس و دختر زاخاری تیلور. (این نگاره در سرای دادگاه عالی مسیسیپی نگاهداری می‌شود)

 بنابراین دیویس از خدمت نظام استعفاء داد تا بتواند با سارا ازدواج کند. آن‌ها سرانجام در ۱۷ ژوئن ۱۸۳۵ در خانه یکی از خویشاوندان سارا در لویی‌ویل کنتاکی ازدواج کردند. اما این ازدواج به طول نینجامید زیرا وقتی سارا به دیدار خواهر بزرگتر دیویس - که خود نیز به تازگی ازدواج کرده بود - در شهر سنت فرانسیس‌ویل
در لویزیانا رفته بود، هر دو به بیماری مالاریا مبتلا شدند و سارا در ۱۵ سپتامبر همان سال ازدواجش (تنها سه ماه پس از آن) از دنیا رفت. دیویس سال بعد به مزرعه بریرفیلد
در ورن کانتی
ایالت میسیسیپی رفت و ۸ سال پس از آن را در همان‌جا در انزوای نسبی به مطالعه تاریخ و حقوق و سیاست پرداخت و گهگاه با برادرش جوزف وارد مباحثات سیاسی می‌شد.
جفرسون دیویس در انتخابات سال ۱۸۴۴ به عنوان نماینده مجلس نمایندگان کنگره ایالات متحده آمریکا انتخاب شد و ۴ مارس سال بعد به‌طور رسمی کار خود را در عرصه سیاست آغاز کرد.
دیویس در همان سال با وارینا هاول
ازدواج کرد. وارینا که دیویس یکسال پیش از آن با او در خانه پدری‌اش (وارینا) در نچز
میسیسیپی آشنا شده بود نوه ریچارد هاول
فرماندار پیشین ایالت نیوجرسی بود. جفرسون و وارینا هاول دیویس صاحب شش فرزند شدند که از میانشان تنها مارگارت به سن بزرگسالی رسید و ازدواج کرد و باقی از دنیا رفتند. از همسر جفرسون دیویس پرتره‌ای که در سنین کهنسالی از او کشیده شده به جا مانده که در کتابخانه جفرسون دیویس در بیلوکسی میسیسیپی از آن نگاهداری می‌شود. پرتره را هنرمند سویسی آدولفو مولر-یوری (۱۹۴۷–۱۸۶۲) در سال ۱۸۹۵ کشیده و عنوان ذیل آن «بیوهٔ موتلفه» است. این پرتره همچنین در سال ۱۸۹۷ در نگارخانه دوراند-روئل نیویورک به نمایش گذاشته شد. موزه موتلفه در ریچموند ویرجینیا نیز پرتره دیگری از وینی دیویس (کوچک‌ترین دختر جفرسون دیویس که هیچ‌گاه ازدواج نکرد) را نگاهداری می‌کند که باز هم اثر مولر-یوری است و در سال‌های ۹۸–۱۸۹۷ (واپسین سال‌های عمر وینی دیویس) کشیده شده و خود هنرمند در سال ۱۹۱۸ آن را به موزه بخشیده‌است.

### پسر خوانده دو رگه
در ۱۶ فوریه ۱۸۶۴ میلادی، وارینا، همسر دیویس، کودک سیاه‌پوست دو رگه‌ای را در خیابان مشاهده می‌کند که مورد ضرب و شتم قرار گرفته‌است. وارینا، این کودک را که جیم لیمبر نام داشت، از دست ضارب نجات داده، در خانه خود به او پناه می‌دهد. جفرسون دیویس و همسرش، کودک یتیم را به پسر خواندگی می‌پذیرند. یک سال و چند ماه بعد، پس از سقوط شهر ریچموند در آوریل ۱۸۶۵، جیم لیمبر خردسال، همراه وارینا از ریچموند می‌گریزند تا به جفرسون دیویس و کابینهٔ او در ایالت جورجیا بپیوندند.
با دستگیر شدن دیویس در ماه مه ۱۸۶۵، نظامیان ارتش شمال، جیم لیمبر را از خانواده اش جدا کرده و این کودک را به سرلشکر «روفوس سکستون» تحویل می‌دهند. از آن تاریخ، رابطه خانواده دیویس با فرزند خوانده خود برای همیشه گسسته می‌شود. تندیسی از دیویس در کنار جیم لیمبر (پسر خوانده اش) و فرزند دیگرش در بیووا (خانه شخصی وی) نصب شده‌است.

## دوره دوم خدمت نظامی
در سال ۱۸۴۶ میان ایالات متحده و مکزیک جنگ درگرفت و دیویس از مقام نمایندگی استعفاء داد و یک هنگ داوطلب تشکیل داد با نام تفنگداران میسیسیپی (که در واقع هنگ یکصد و پنجاه و پنجم ایالات متحده بود که در سال ۱۷۹۹ تشکیل شده و یکی از قدیمی‌ترین واحدهای نظامی پیاده در ارتش آمریکاست) و خود سرهنگی آن را عهده‌دار شد. هنگ نامبرده در ۲۱ ژوئیه ۱۸۴۶ از نیواورلئان در لویزیانا روانه ساحل تکزاس شد. دیویس هنگ خود را به سلاح ام۱۸۴۱ میسیسیپی مجهز کرد و شیوه استفاده مفید از آن را به سربازان آموزش داد و این کار او در جهت موفقیت این هنگ نقش مؤثری داشت. همچنین دیویس در همان سال در محاصره موفق مونته‌ری شرکت داشت. اما در ۲۲ فوریه ۱۸۴۷ بود که اوج موفقیت دیویس در جنگ رخ داد و آن شرکت در نبرد مشهور بونا ویستا بود که در آن شجاعت بسیاری به خرج داد و از ناحیه پا مورد اصابت گلوله قرار گرفت و رابرت چیلتون (که بعدها از افسران برجسته ارتش ایالات موتلفه شد و زیرنظر مستقیم رابرت ای. لی (۱۸۷۰–۱۸۰۷) خدمت می‌کرد) او را از مهلکه نجات داد و به محلی امن رساند. مشهور است که زاخاری تیلور (قهرمان جنگ آمریکا و مکزیک) دربارهٔ شهامت دیویس گفته‌است: «آقا، داوری دخترم در مورد مردان در قیاس با قضاوت من، بهتر از آب درآمد.»
جیمز ک. پولک رئیس‌جمهور وقت ایالات متحده در طول جنگ به دیویس پیشنهاد کرد مسئولیت رهبری یک تیپ شبه نظامی را بپذیرد اما دیویس از قبول مسئولیت سر باز زد و استدلال او این بود که تعیین مسئولیت برای شبه‌نظامیان (در قانون اساسی آمریکا) بر عهده ایالات نهاده شده نه دولت فدرال و این کمابیش استدلالی بود که دیویس در توجیه جدایی ایالات از دولت فدرال شمال از آن بهره می‌برد و اساس آن یک چیز بود:استناد به قانون اساسی ایالات متحده برای یادآوری محدودیت‌های دولت فدرال. دیویس در اقدامی مشابه درخواست نارسیسو لوپز (۱۸۵۱–۱۷۹۷) - که از جنبش‌های استقلال طلبانه کشورهای آمریکای لاتین حمایت می‌کرد و در استقلال کوبا از اسپانیا در دهه ۱۸۵۰ نقش مهمی داشت - را برای همکاری نظامی رد کرد. لوپز چنین درخواستی را با رابرت ای. لی هم مطرح کرد که او نیز نپذیرفت.

## بازگشت به عالم سیاست

### سناتور

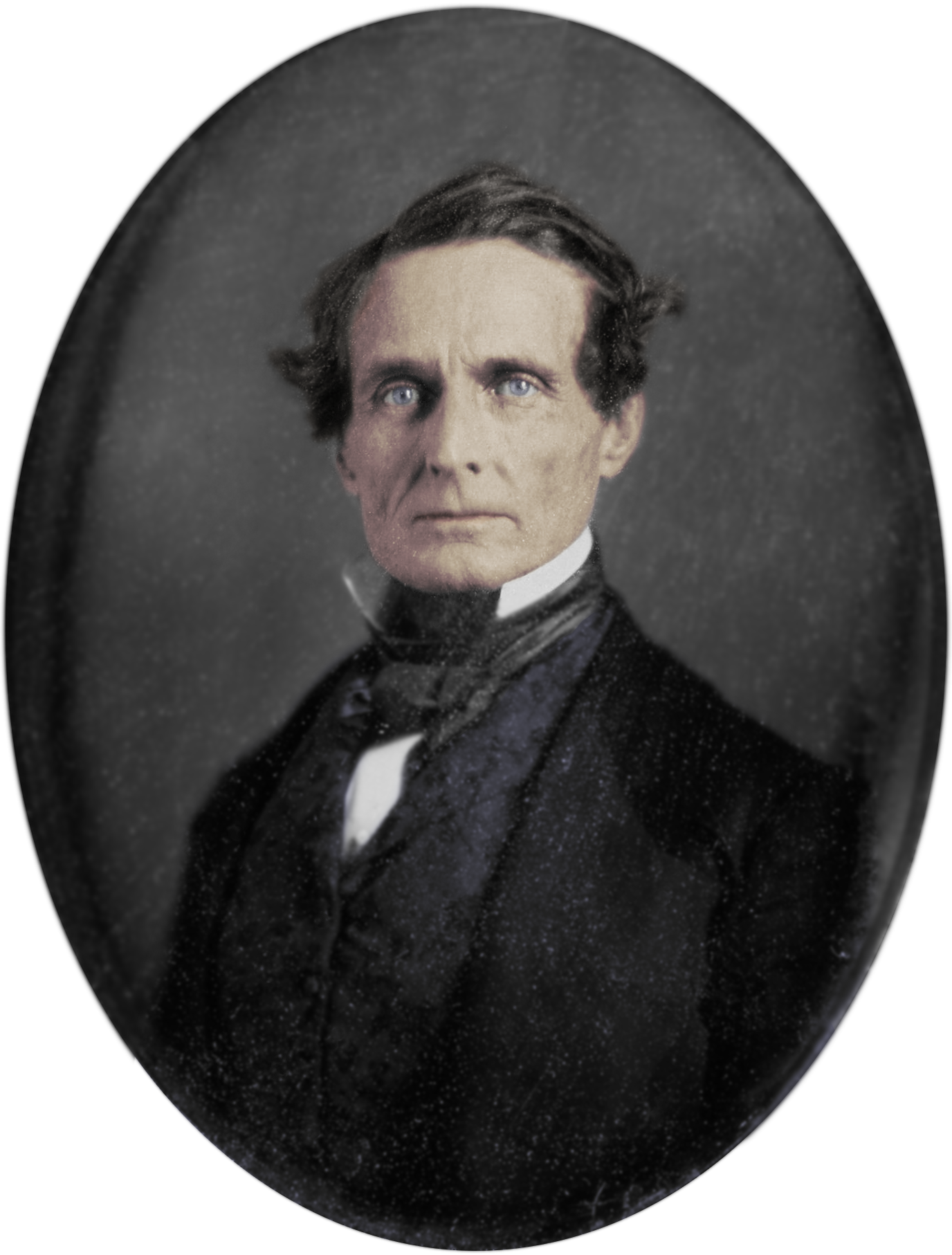
نگاره جفرسون دیویس در مقام سناتور (سال ۱۸۵۳)

آلبرت براون، فرماندار وقت ایالت میسیسیپی، پست سناتوری میسیسیپی را در مجلس سنا برای جایگزینی و گذراندن ادامه دوره سناتور جسی اسپایت به پاس خدمات دیویس در جنگ مکزیک به وی پیشنهاد کرد؛ بنابراین جفرسون دیویس در ۵ دسامبر ۱۸۴۷ به‌طور رسمی بر کرسی ایالت میسیسیپی در مجلس سنا تکیه زد و در ژانویه سال بعد برای گذراندن ادامه دوره سناتوری انتخاب شد. افزون بر این، در دسامبر ۱۸۴۷ مدیران مؤسسه اسمیتسونین دیویس را به عنوان عضوی از هیئت مدیره برگزیدند. یکی از اولین اقدامات دیویس به عنوان سناتور افزودن متممی جدید به معاهده گوادلوپ هیدالگو بود. براساس متممی که دیویس ارائه کرد بخش اعظم شمال شرقی مکزیک به خاک ایالات متحده افزوده می‌شد. این طرح در سنا ۱۱ رای موافق و ۴۴ رای مخالف آورد و شکست خورد. دیویس همچنین از پیوست جزیره کوبا به ایالات متحده پشتیبانی می‌کرد. دلیل حمایت او اضافه کردن بر ایالات جنوبی بود که در آن‌ها برده‌داری صورت می‌پذیرفت.
سنا دیویس را به عنوان رئیس کمیسیون امور نظامی برگزید و زمانی که دوره اول سناتوری او به پایان رسید وی - براساس قانون در آن زمان و از طرف مجلس ایالتی میسیسیپی - مجدداً به عنوان سناتور انتخاب شد اما هنوز یک سال از دوره تازه سپری نشده بود که به خاطر مخالفت با متمم قانون اساسی (موسوم به سازش ۱۸۵۰) در سپتامبر ۱۸۵۱ از پست خود کناره گرفت و برای احراز فرمانداری میسیسیپی نامزد شد. دیویس در رقابت با هنری استوارت فوت با اختلاف ۹۹۹ رای شکست خورد.
جفرسون دیویس پس از این شکست به‌طور رسمی هیچ مقام سیاسی نداشت اما به فعالیت‌های سیاسی خود خارج از گود ادامه می‌داد. او در ژانویه ۱۸۵۲ در «همایش دفاع از حقوق ایالات» که در جکسون میسیسیپی برگزار می‌شد شرکت کرد و در هفته‌های منتهی به انتخابات ریاست جمهوری سال ۱۸۵۲ از نامزدی کاندیدای دموکرات فرانکلین پیرس و معاون اول او ویلیام آر. کینگ حمایت می‌کرد.

### وزیر جنگ
پیروزی پیرس در انتخابات فصل تازه‌ای را در زندگی سیاسی دیویس رقم زد. رئیس‌جمهور جدید دیویس را به عنوان وزیر جنگ در کابینه خود معرفی کرد. دیویس در مقام جدید خود هم فعال ظاهر شد و از جمله اقدامات او یکی ارائه منظم چهار گزارش سالیانه به کنگره در دسامبر هر سال بود. وی همچنین در ۲۲ فوریه ۱۸۵۵ گزارش مفصلی را به کنگره ارائه کرد که موضوع آن مسیرهای مختلفی بود که برای راه‌آهن پسیفیک پیشنهاد شده بود. همچنین لایحه خرید گدسدن را نیز به کنگره برد که بر اساس آن جنوب آریزونای کنونی از مکزیک خریداری شد.
ریاست پیرس در به پایان رسید و جیمز بیوکنن، دیگر نامزد حزب دموکرات از طرف آن حزب نامزد شد و به پیروزی رسید. دیویس پس از انجام یک دوره وزارت جنگ در دولت پیرس بار دیگر در ۴ مارس ۱۸۵۷ به سنا بازگشت.

### بازگشت به سنا
آغاز دوره تازه سناتوری جفرسون دیویس مصادف شد با بیماری خطرناکی که باعث عفونت قرنیه چشم او شد و در نتیجه بینایی چشم چپ خود را از دست داد. دیویس تابستان ۱۸۵۸ را در پورتلند ایالت مین گذراند هرچند اسماً در مجلس سنا سناتور بود. در چهارم ژوئیه ۱۸۵۸ (روز استقلال آمریکا) بر عرشه یک کشتی در ساحل بوستون نطق تندی در دفاع از مخالفت با جدایی ایالات جنوبی ایراد کرد (ایالاتی که در طول جنگ داخلی خود رهبری آن‌ها را بر عهده داشت). او بار دیگر در ۱۱ اکتبر همان سال در تالار فنیول شهر بوستون در نطقی بر حفظ وحدت ایالات (یعنی مخالفت با جدایی ایالات جنوب) تأکید کرد. دیویس پس از چند ماه دوری بار دیگر به سنا بازگشت.
جفرسون دیویس در کتاب ظهور و افول دولت موتلفه توضیح داده - و پیشتر اشاره رفت - که وی حق جدا شدن ایالات از اتحاد ایالتها را از حقوق مسلم آن‌ها می‌داند و نیز چون می‌دانست شمال این حق را به رسمیت نمی‌شناسد و بین شمال و جنوب احتمالاً جنگ در خواهد گرفت، برای جلوگیری از وقوع چنین رویدادی ایالات جنوبی را به تعلل در اصرار بر این حق خود تشویق می‌کرد. البته یکی دیگر از دلایل این تشویق این بود که وی با استفاده از تجارب و اطلاعات خود به عنوان وزیر جنگ آگاه بود که ایالات جنوب از لحاظ منابع و تجهیزات نظامی و نیروی دریایی به میزان زیادی از همتایان شمالی‌شان ضعیف‌تر هستند و قادر نیستند به خوبی در برابر ایالات شمالی از خود دفاع کنند.
اما انتخاب آبراهام لینکلن به ریاست جمهوری آمریکا در سال ۱۸۶۰ سیر حوادث را شدت بخشید و وقوع جنگ غیرقابل اجتناب شد. کارولینای جنوبی در ۲۰ دسامبر ۱۸۶۰ به عنوان نخستین ایالت از شمال جدا شد و در حدود بیست روز بعد در ۹ ژانویه ۱۸۶۱ میسیسیپی (ایالتی که دیویس سناتور آن بود) نیز چنین کرد. دیویس به محض دریافت خبر جدایی ایالتش به ایراد سخنرانی خداحافظی در سنا پرداخت و به میسیسیپی بازگشت.

## رئیس‌جمهور ایالات موتلفه آمریکا

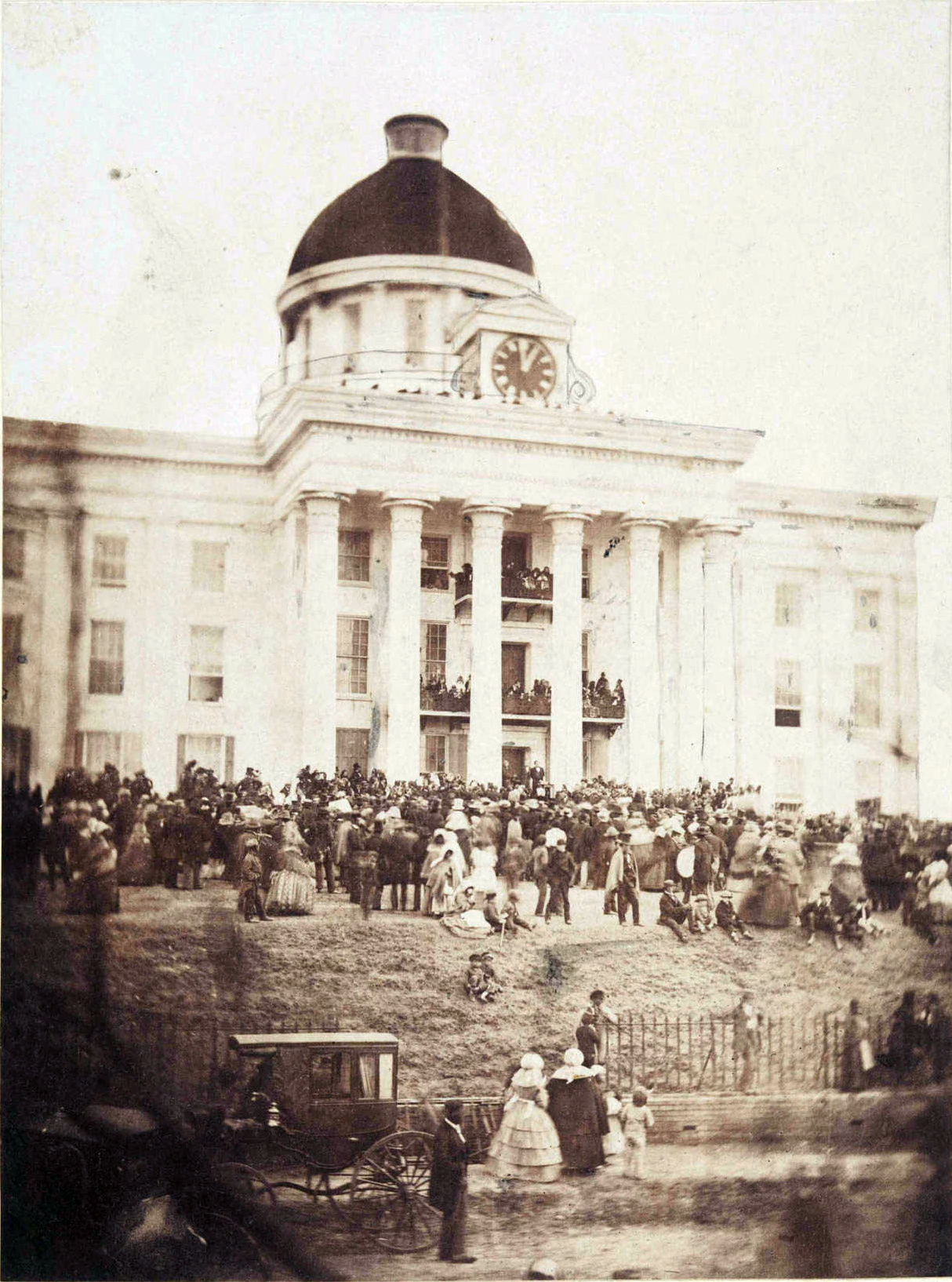
جفرسون دویس در ۱۸ فوریه ۱۸۶۱ در مقر ایالت آلاباما به عنوان رئیس‌جمهور ایالات موتلفه آمریکا سوگند یاد می‌کند

دیویس ۴ روز پس از کناره‌گیری از مجلس سنا به درجه سرلشگری ارتش میسیسیپی منصوب شد. و در ۹ فوریه ۱۸۶۱ مجمعی که در مونتگومری ایالت آلاباما تشکیل جلسه داده بود او را به عنوان رئیس‌جمهور موقت ایالات جنوبی انتخاب کرد. هرچند دیویس در مجلس ایالتی میسیسیپی علیه جدایی مبارزه می‌کرد اما سرانجام با افزایش مخالفت‌ها و فشارها تسلیم شد.

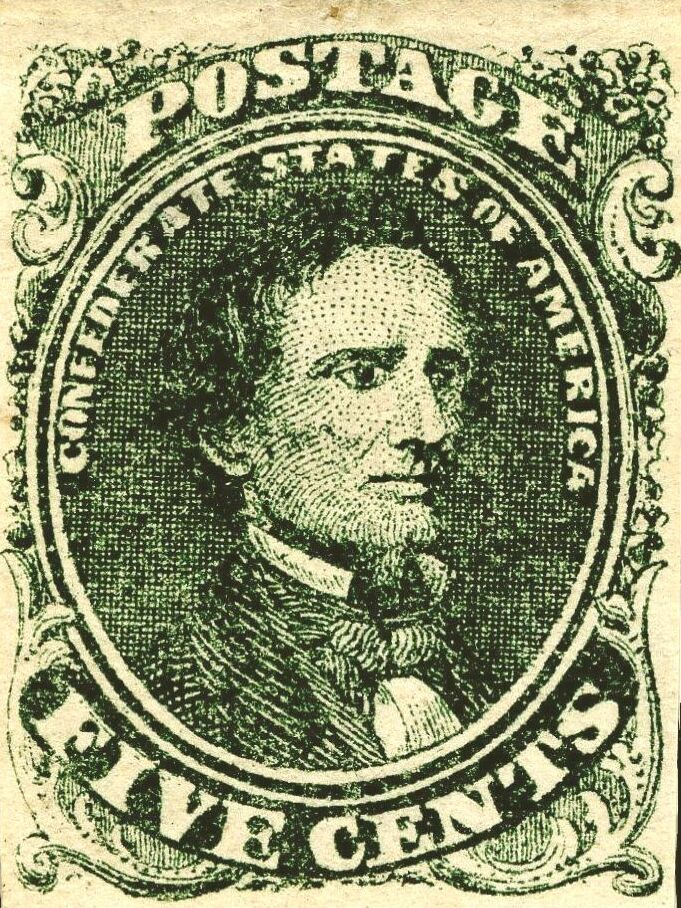
نخستین تمبر ایالات موتلفه آمریکا با تصویر دیویس روی آن که در سال ۱۸۶۱ چاپ شده با ارزشی برابر ۵ سنت. این تمبر اکنون در موزه پستی مؤسسه اسمیتسونین نگاهداری می‌شود

### صلح و جنگ
دیویس براساس قطعنامه‌ای که کنگره ایالات موتلفه تصویب کرده بود بلافاصله پس از جدایی ایالات جنوب کمیته‌ای برای احیای صلح تشکیل داد و آن را مأمور رفع اختلافات با ایالات شمالی کرد. این کمیته در مارس ۱۸۶۱ (پیش از بمباران فورت سامتر که شروع جنگ داخلی را رقم زد) راهی واشینگتن شد تا هرگونه دارایی دولت فدرال در خاک ایالات جنوبی را خریداری کند و بدهیهای آن‌ها به دولت را نیز تسویه کند؛ اما از هرگونه مذاکره بر سر اتحاد مجدد با شمال منع شده بود. دیویس ژنرال پی.جی. تی بوئریگارد (۱۸۹۳–۱۸۱۸) را به فرماندهی نیروهای موتلفه در مجاورت چارلزتون در کارولینای جنوبی منصوب کرد. در نهایت مذاکرات نتوانست از وقوع جنگ جلوگیری کند و دیویس بر تصمیم کابینه‌اش مبنی بر بمباران فورت سامتر (به معنی قلعه سامتر که یک هنگ از نیروهای شمال در آنجا مستقر بودند) مهر تأیید زد. بدین ترتیب جنگ داخلی آمریکا آغاز شد.
هنگامی که ایالت ویرجینیا نیز از بی‌طرفی تغییر موضع داد و به جنوب پیوست (اتفاقی که در تصمیم ژنرال رابرت ای. لی برای پیوستن به جنوب مهم‌ترین تأثیر را داشت) دیویس در می۱۸۶۱ مقر دولت را به ریچموند (مرکز ویرجینیا) منتقل کرد. اواخر ماه می‌بود که دیویس خانواده‌اش را به کاخ سفید کنفدراسیون در ریچموند آورد.

### انتخابات ریاست جمهوری ۱۸۶۱
چنان‌که پیشتر اشاره شد دیویس در نوامبر ۱۸۶۱ برای یک دوره شش ساله (بر خلاف دوره ریاست جمهوری دولت فدرال آمریکا که چهارساله‌است) به ریاست جمهوری ایالات موتلفه انتخاب شد و در ۲۲ فوریه ۱۸۶۲ سوگند یاد کرد؛ اما مقدر این بود که جفرسون دیویس هیچ‌گاه در هیچ مقام انتخابی یک دوره کامل را نگذراند و این بار هم استثنایی در کار نبود.

### ژنرال لی و استراتژی
دیویس در ژوئن ۱۸۶۲ پرفایده‌ترین تصمیمش را در تمام طول دوره ۴ ساله ریاستش بر ایالات کنفدراسیون گرفت. او رابرت ای. لی (فرمانده درخشان جنگ داخلی آمریکا) را به جای جوزف ای. جانستن(که مجروح شده بود) به فرماندهی نیروهای ویرجینیای شمالی گماشت. (ارتش ویرجینیای شمالی مهم‌ترین نیروی نظامی موتلفه در شرق جبهه جنگ با شمال بود). در دسامبر همان سال دیویس از نیروهای جبهه غربی جنگ بازدید کرد. تصمیمیات استراتژیک را عمدتاً یا خود دیویس می‌گرفت (با توجه به تجاربی که در این زمینه داشت) یا پیشنهادهای لی را می‌پذیرفت و ازاین‌رو حلقه مشاوران نظامی وی بسیار تنگ و محدود بود. دیویس به خوبی از نقاط قوت موتلفه (به عنوان مثال موقعیت خوب جغرافیایی) و نیز نقاط ضعف آن (مثلاً محدودیت منابع مالی و آذوقه) آگاه بود و به همین خاطر استراتژی کلی جنوب را بیشتر بر دفاع و جنگ در خاک جنوب قرار داد تا تهاجم به خاک شمال. به همین دلایل دیویس در طول جنگ عموماً از این استراتژی دفاعی عدول نکرد و به ویژه روی دفاع از پایتخت (ریچموند) بسیار حساس بود. (جنگ داخلی آمریکا در نهایت با تسخیر ریچموند و تسلیم ژنرال لی پایان پذیرفت). او فقط زمانی روی به استراتژی تهاجمی آورد که احساس کرد شمال با این کار انسجام و اعتماد به نفس خود را از دست خواهد داد و ناچار می‌شود به صلح با جنوب تن دهد؛ هرچند این استراتژی تهاجمی در آنتیتم (۱۸۶۲) و مهم‌تر از آن گتیسبورگ (۱۸۶۳) به شکست انجامید.

### شکستهای استراتژیک
اغلب تاریخ‌نگاران سیاست‌های نظامی دیویس را نکوهش می‌کنند و برگماردن نزدیکان به مقام‌های عالی نظامی، بی‌توجهی به مشکلات غیرنظامیان در داخل مرزهای ایالات جنوب را از جمله ضعف‌های استراتژیک دیویس برمی‌شمارند. دیویس تا اواخر جنگ با انتصاب یک فرمانده کل قوا مخالفت می‌کرد و اغلب وظایف چنین فرماندهی را خود بر دوش می‌گرفت و در نهایت در ۳۰ ژانویه ۱۸۶۵ بود که لی را به این عنوان برگزید، اما دیگر کار از کار گذشته بود و شکست جنوب حتمی بود. دیویس اصرار داشت که نیروهای موتلفه باید از تمامی مرزهای ایالات جنوبی به‌طور یکسان پاسداری کنند و این با منابع و نیروهای جنوب تناسبی نداشت و به همین دلیل جنوب در جبهه غربی (که بسیار حیاتی بود) در برابر حملات همه‌جانبه ارتش شمال آسیب‌پذیر بود. تسخیر نیواورلئان به وسیلهٔ شمالی‌ها در اوایل سال ۱۸۶۲ نمونه خوبی از این آسیب‌پذیری است. همچنین گسیل داشتن ژنرال لی برای تهاجم به شمال در ۱۸۶۲ و نیز ۱۸۶۳ در شرایطی که نیروهایی که در جبهه غربی می‌جنگیدند زیر فشار و محدودیت شدید قرار داشتند از جمله تصمیمات بحث‌انگیز دیویس است به ویژه که علاوه بر شکست لی در گتیسبورگ، با سقوط ویکسبورگ شمالی‌ها کنترل رود میسیسیپی را در دست گرفتند و توانستند بین ایالات جنوب شکاف ایجاد کنند. دلیل اصلی از شکست نبرد ویکسبورگ عدم توانایی دیویس در ایجاد یک مرکز هماهنگ‌کننده نظامی بود تا بتواند فرماندهانی - چون ادموند کربی اسمیت و ارل ون دورن و تئوفیلس اچ. هولمز - را که در دو سوی رود میسیسیپی می‌جنگیدند هماهنگ و هم‌نوا سازد.
دیویس به جهت قادر نبودن در هماهنگ‌کردن فرماندهانش آماج انتقادات فراوانی قرار داشت، به عنوان نمونه وی به سبب دوستی نزدیک با براکستن برگ - که در نبردهایی بسیار حیاتی ناکام مانده بود و برخلاف نارضایتی دیگر فرماندهان از او - همچنان از جانشین کردن او با فرمانده‌ای شایسته اکراه داشت. در مثالی دیگر دیویس جوزف جانستن را که - اگرچه محافظه‌کار بود اما - محتاطانه و حزم‌اندیشانه عمل می‌کرد با جان بل هود که بسیار بی‌پرواتر از او بود جایگزین کرد، جایگزینی که به قیمت از دست دادن آتلانتا به همراه یک ارتش کامل منجر شد.
وضعیت ما بیانگر این دیدگاه آمریکایی است که حکومت‌ها بر رضایت ملت‌شان استوارند و این حق مردم است که هرگاه حکومت‌هاشان بنای مخالفت با اهداف اولیه‌شان را گذاشتند، آن‌ها را تغییر دهند یا آن‌ها را براندازند.
از نامه‌های جفرسون دیویس
 هرچند دیویس به‌طور مرتب برای فرماندهان و سربازان و سیاستمداران سخنرانی می‌کرد اما از انجام این کار برای مردم عادی و غیرنظامی غافل بود و نتوانست با خطابه‌هایی برانگیزنده حس ملی‌گرایی را در مردم جنوب برای پیروزی در جنگ تحریک کند. مردم عادی روز به روز از تبعیضی که میان آن‌ها از یک سو و صاحبان قدرت و ثروت از سوی دیگر، وجود داشت انزجار بیشتری پیدا می‌کردند و از این رو به تدریج میان دولت موتلفه و مردم عادی فاصله افتاد. دیویس به جای تشویق مردم به پیروزی در جنگ آنان را به کشته شدن در راه میهن جدیدشان دعوت می‌کرد. دیویس به جز سفرهای دوماهه‌ای که طی آن با چندصد نفر از مردم عادی دیدار کرد، عمدتاً در ریچموند ماند و افراد معدودی به دیدار او می‌آمدند. در ماه آوریل ۱۸۶۳ به سبب کمبود غذا در ریچموند شورشی درگرفت و مردم تهیدست مغازه‌ها را غارت می‌کردند تا اینکه دیویس آنان را سرکوب کرد و امنیت را دوباره برقرار ساخت. دیویس با الکساندر استیونز (معاون اولش) اختلاف داشت و اختلاف او با فرمانداران ایالات از این هم بیشتر بود. این فرمانداران به سبب همین اختلاف‌ها از حقوقی که ایالات داشتند استفاده می‌کردند و مثلاً از اعزام سربازان به جبهه خودداری می‌نمودند و بدین وسیله مانع اجرای بهینه طرح‌های نظامی می‌شدند.

### واپسین روزها

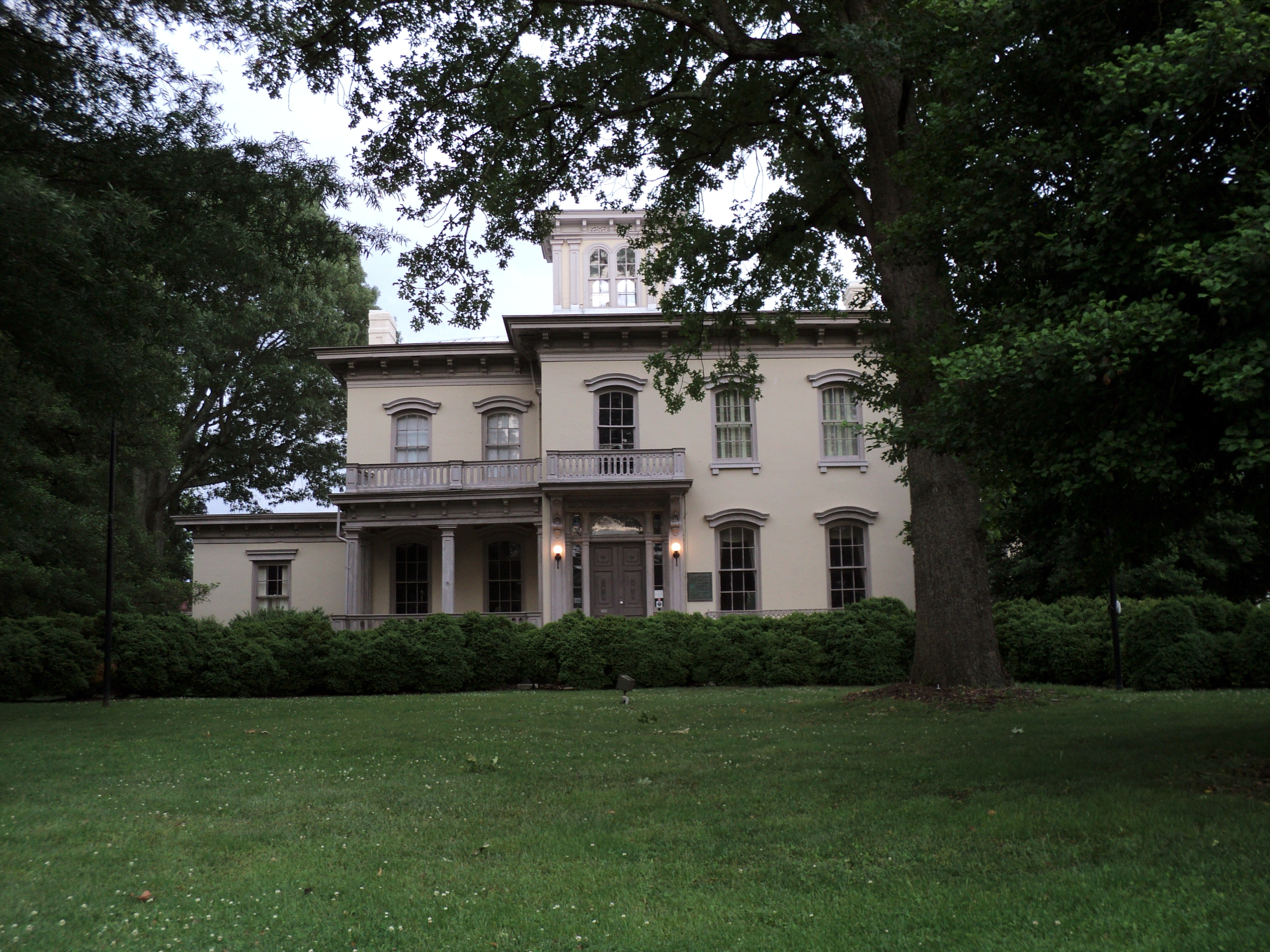
خانه اربابی ویلیام سادرلین در دانویل ویرجینیا. جفرسون دیویس از سوم تا دهم آوریل ۱۸۶۵ در این خانه سکونت داشت و آن را آخرین پایتخت موتلفه نام نهاده‌اند. (خانه سادرلین اکنون موزه تاریخ و هنرهای زیبا است و به خاطر ارزش تاریخی‌اش تحت حفاظت سازمان میراث فرهنگی آمریکا قرار دارد)

در سوم آوریل ۱۸۶۵ هنگامی که اولیس اس. گرانت و سربازانش آماده تصرف ریچموند بودند، دیویس به همراه کابینه‌اش و از طریق راه‌آهن ریچموند و دانویل به شهر دانویل در ویرجینیا گریخت. درآنجا آخرین بیانیه خود را به عنوان رئیس‌جمهور ایالات موتلفه صادر کرد و به گرینزبورو در کارولینای شمالی رفت. بالاخره در ۱۲ آوریل بود که نامه لی دال بر تسلیم شدنش در مقابل نیروهای شمال به دستش رسید. این به معنای پایان جنگ چهارساله داخلی آمریکا بود. البته پس از تسلیم لی در شریوپورت لویزیانا نشستی برگزار شد و سخنرانان آن استدلال می‌کردند که جنگ پایان نپذیرفته‌است. جان وینترز معتقد است جنوبی‌ها در تدارک طرحی بودند که براساس آن دولت دیویس را به هاوانا در کوبا منتقل کنند و پس از تجدید قوا در آنجا از طریق ریوگرانده به سمت ایالات جنوبی (که در سوی دیگر رود میسیسیپی قرار داشت و هنوز در کنترل موتلفه بود) حرکت کنند. البته این نقشه‌ها هیچگاه جامه عمل به خود نپوشید.
آخرین جلسه دیویس و کابینه‌اش در پنجم ماه می۱۸۶۵ در واشینگتن در جورجیا برگزار شد و طی آن دولت موتلفه منحل گشت. جلسه در هرد هاوس که در واقع ساختمان بانک جورجیا بود، برگزار شد و چهارده مقام رسمی در آن حضور داشتند.
دیویس در ۱۰ می‌در اروین‌ویل در اروین‌کانتی جورجیا بازداشت شد. او در حالی دستگیر شد که برای فرار از چنگ سربازان موتلفه پالتو همسرش را بر تن کرده بود و این مسئله موجب شد کاریکاتورهای زیادی از وی در نشریات چاپ شود. پس از دستگیری دو سال او را به عنوان زندانی در فورت مونرو ویرجینیا نگاه داشتند.

### دولت موتلفه و کابینه دیویس

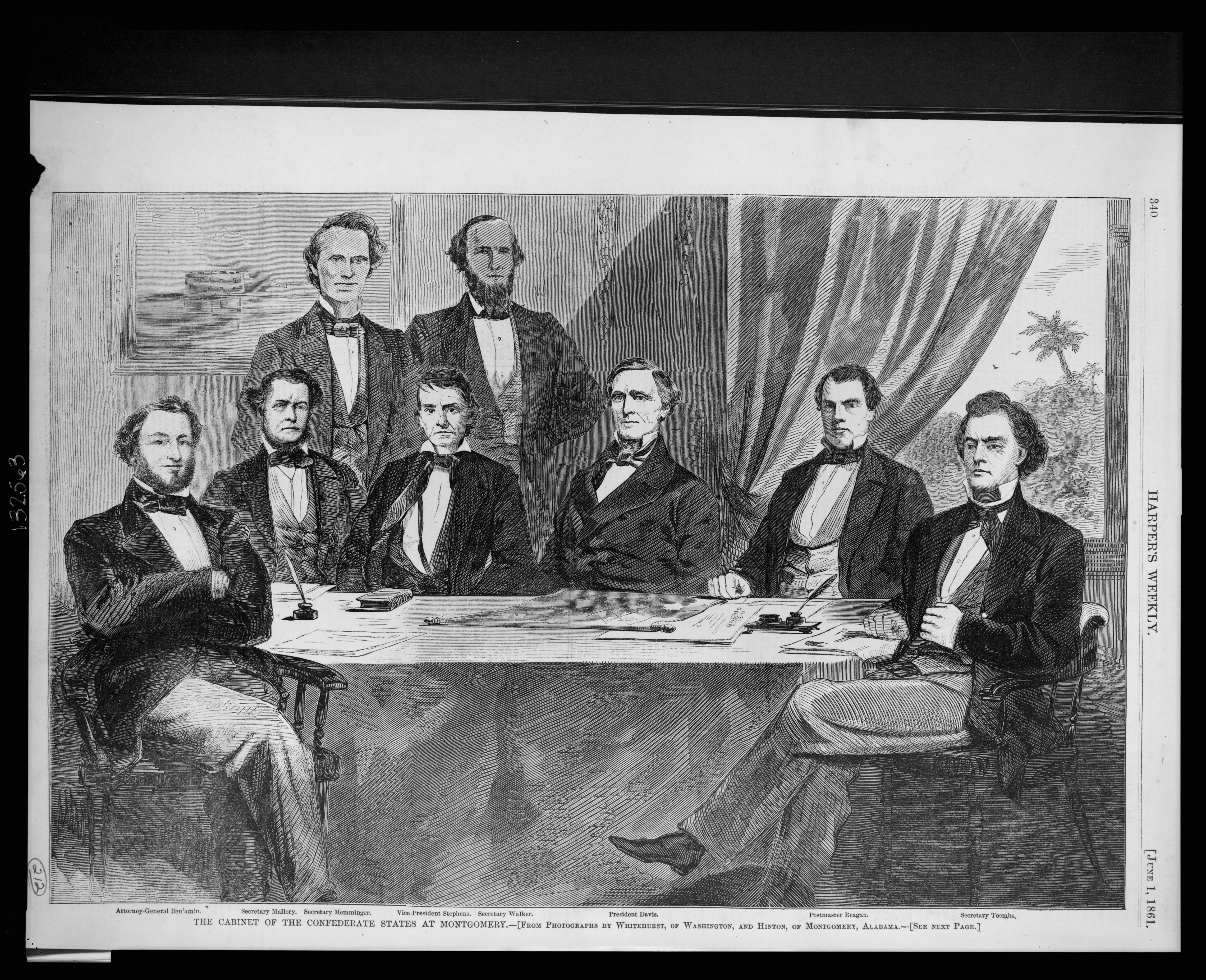
کابینه دولت موتلفه در ابتدای تشکیلش. از چپ به راست: جوداه بنجامین، استیون مالوری، کریستوفر ممینگر، الکساندر استیونز، لروی واکر، جفرسون دیویس، جان ریگان و رابرت تومبز.

| سمت                             | نام                | دوره تصدی |
| رئیس‌جمهور ایالات موتلفه آمریکا  | جفرسون دیویس       | ۱۸۶۵–۱۸۶۱ |
| معاون رئیس‌جمهور                 | الکساندر استیونز   | ۱۸۶۵–۱۸۶۱ |
| وزیر امور خارجه ایالات موتلفه   | رابرت تومبز        | ۱۸۶۱      |
|                                 | رابرت ام.تی. هانتر | ۱۸۶۱–۶۲   |
|                                 | جوداه پی. بنجامین  | ۱۸۶۲–۶۵   |
| وزیر دارایی                     | کریستوفر ممینگر    | ۱۸۶۴–۱۸۶۱ |
|                                 | جرج ترنهولم        | ۱۸۶۴–۱۸۶۵ |
|                                 | جان اچ. ریگان      | ۱۸۶۵      |
| وزیر جنگ                        | لروی پی. واکر      | ۱۸۶۱      |
|                                 | جوداه بنجامین      | ۶۲–۱۸۶۱   |
|                                 | جرج دابلیو. رندالف | ۱۸۶۲      |
|                                 | جیمز سدن           | ۶۵–۱۸۶۲   |
|                                 | جان سی. برکینریج   | ۱۸۶۵      |
| وزیر دادگستری                   | جوداه بنجامین      | ۱۸۶۱      |
|                                 | تامس برگ           | ۶۲–۱۸۶۱   |
|                                 | تامس اچ. واتس      | ۶۳–۱۸۶۲   |
|                                 | جورج دیویس         | ۶۵–۱۸۶۴   |
| رئیس کل پست ایالات موتلفه       | جان اچ. ریگان      | ۱۸۶۵–۱۸۶۱ |
| وزیر نیروی دریایی ایالات موتلفه | استیون مالوری      | ۱۸۶۵–۱۸۶۱ |

## دستگیری و سالهای پایانی

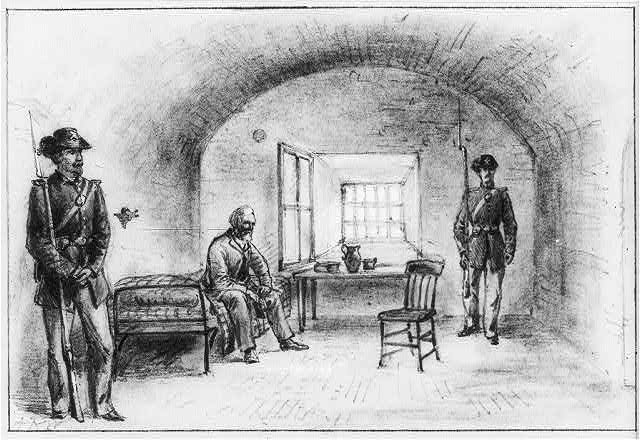
جفرسون دیویس پس از دستگیری در دژ مونرو. حکاکی اثر آلفرد واد

در ۱۹ مه ۱۸۶۵ دیویس را در یک توپخانه در دژ فورترس مونرو (واقع در سواحل ویرجینیا) زندانی کردند و سه روز در غل و زنجیر قرار داشت. یکسال بعد به او اتهام خیانت وارد کردند. دیویس در زندان توانست دارایی خود در مسیسیپی را به یکی از بردگان آزادشده برادرش (جوزف) به نام بن مونتگومری بفروشد. سرانجام پس از دو سال تحمل زندان دیویس با کمک تأمین وثیقه‌ای ۱۰۰۰۰۰ دلاری آزاد شد. این وثیقه از طرف سرمایه‌داران و سرشناسان ایالات جنوبی و شمالی تأمین شد همچون هوراس گریلی (سیاستمدار و نیز سردبیر یکی از بانفوذترین روزنامه‌های آن زمان یعنی نیویورک تریبیون)، کورنلیوس وندربیلت (سرمایه‌دار مشهور و بسیار دولتمند آمریکایی و مالک خطوط کشتیرانی و راه‌آهن) و گریت اسمیت (عضو کمیته مخفی شش نفره که اعضای آن شش تن از ثروتمندانی بودند که از جان براون - شورشی که برای الغای بردگی به خشونت متوسل شده بود - حمایت مالی می‌کردند). دیویس متعاقباً خاک آمریکا را ترک کرد و به کانادا و کوبا و اروپا رفت. در سال ۱۸۶۹ هرچند دادگاه پرونده دیویس (در خصوص اتهام خیانت به کشور) را به حال تعلیق درآورد هرچند نپذیرفت که دیویس را از اتهام مبری اعلام کند.
دیویس همان سال به عنوان مدیر شرکت بیمه عمر کارولینا در ممفیس ایالت تنسی انتخاب شد اما از پذیرفتن آن سر باز زد و در عوض به عنوان نخستین مدیر کالج مکانیک و کشاورزی تکزاس (دانشگاه‌ای. اند ام. تکزاس کنونی) شروع به فعالیت کرد. دیویس در ۱۸۷۶ در تشکیل جمعیتی برای تسهیل تجارت آمریکا با آمریکای جنوبی مشارکت داشت. یکسال بعد به انگلستان رفت و در ۱۸۷۶ به بیووا (نام خانه شخصی دیویس در میسیسیپی که واژه‌ای فرانسوی به معنای نمای زیبا است و امروزه موزه و کتابخانه جفرسون دیویس است) بازگشت. دیویس سه سال پس از آن را وقف نوشتن طلوع و افول دولت موتلفه کرد. در آن کتاب از نظرگاه تئوریک از دیدگاه‌هایش نسبت به جدایی ایالات و اتفاقاتی که سبب بروز جنگ شد دفاع کرده‌است.
گفته می‌شود در هنگامی که دیویس در زندان بود پاپ پیوس نهم پرتره‌ای از خودش را به دیویس می‌فرستد که در آن عبارت لاتینی از انجیل متی به این معنا حک شده بوده: و آنگاه خداوند فرمود: ای آنکه رنج کشیده و سنگین‌باری، نزد من آ تا تو را آرامش بخشم. (انجیل متی باب یازدهم، آیه بیست و هشتم) همچنین تاج خاری (تاجی که مسیحیان اعتقاد دارند عیسی بر سر می‌گذارده) را که خود درست کرده بوده‌است همراه آن پرتره به دیویس تقدیم می‌کند.
طلوع و افول دولت موتلفه تا حود زیادی اعتبار و حیثیت دیویس را به او بازگرداند. همچنین در طول بازدید او در سال‌های ۱۸۸۶ و ۱۸۸۷ از ایالات جنوب استقبال گرمی از او کردند. جفرسون دیویس در این سفرها به‌طور مرتب در جلساتی که با عنوان نهضت ناکام (جنبشی که گروهی از جنوبیان تشکیل داده بودند. آنان خواهان احیای ارزش‌های از دست رفته جنوب و آشتی دادن آن با وضعیت جنوب پس از جنگ بودند) برگزار می‌شد شرکت می‌کرد و با تشویق و دلگرمی مردم و نیز سخنرانی‌های آتشین رهبران محلی موجه می‌شد که دفاع او از آرمان‌های جنوب را می‌ستودند.
روزنامه مریدن دیلی جورنال از قول دیویس در نشستی در ماه مه ۱۸۸۷ در ارتباط با وفاداری به اتحاد با شمال نقل می‌کند:
  
 شما هم‌اکنون متحد هستید و اگر بناست این اتحاد روزی از میان برود بگذارید طرف دیگر (شمال) آن را ز میان ببرد.
دیویس همچنین عنوان می‌کرد که سربازان جنوب در راه حق بی چون و چرایشان و علی‌رغم برتری قوای حریف، شجاعانه جنگیده‌اند و به عقیده او تاریخ‌نگاران شمالی این موضوع را نادیده می‌گرفتند.

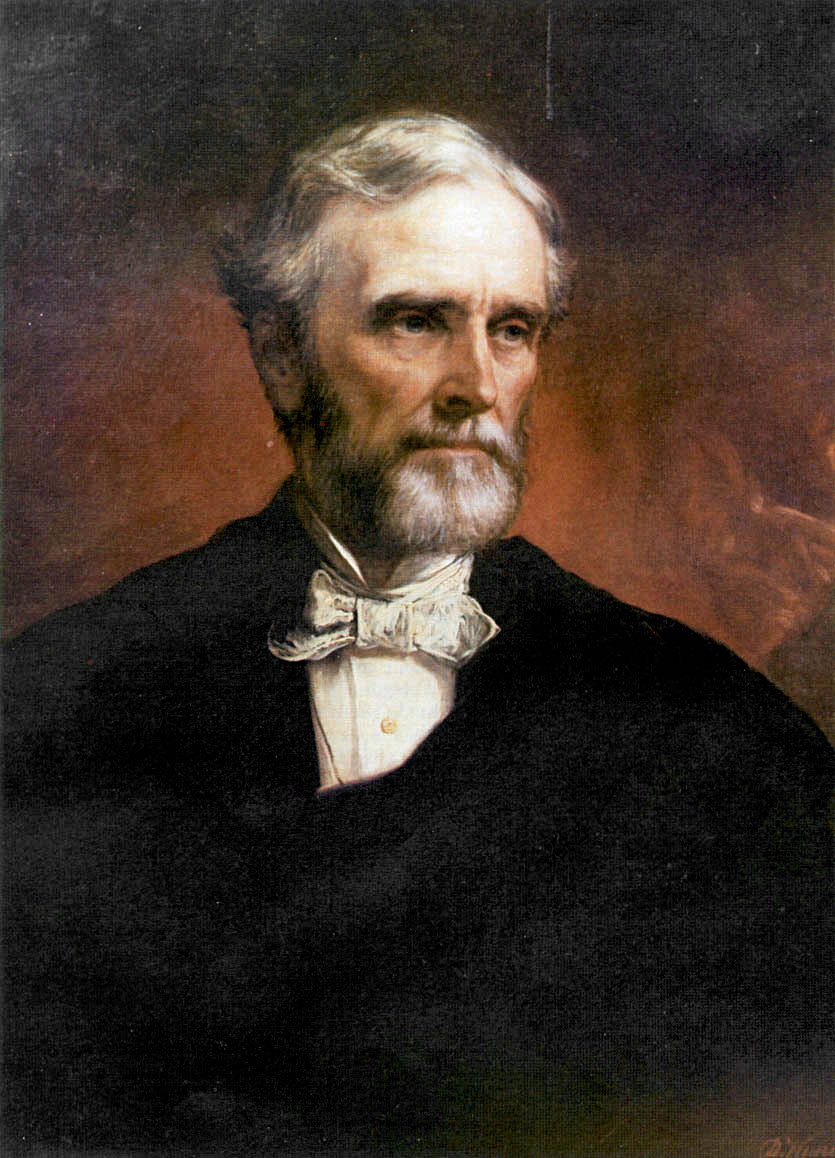
پرتره جفرسون دیویس اثر دانیل هانتینگتون (۱۸۷۴)

### مرگ، خاکسپاری و یادبودها
دیویس نگارش تاریخ مختصر ایالات موتلفه آمریکا را در اکتبر ۱۸۸۹ به پایان برد. دو ماه بعد در ششم دسامبر ۱۸۸۹ دیویس هشتادویک ساله به علت نامشخصی در در نیواورلئان درگذشت. او هنگام مرگ در خانه چارلز اراسموس فنر (یکی از قضات دادگاه عالی لویزیانا) حاضر بود. در مراسم خاکسپاری او بسیاری شرکت کردند و جمعیت عزاداران او از نیواورلئان تا ریچموند را در بر می‌گرفت و مراسم او به یکی از شلوغ‌ترین مراسم خاکسپاری بدل شد. دیویس را ابتدا در گورستان متایری در بنای یادبود ارتش شمال ویرجینیا در نیواورلئان دفن کردند اما در سال ۱۸۹۳ خانواده او تصمیم گرفتند بقایای جسدش را به گورستان هالیوود در ریچموند منتقل کنند. پس از نبش قبر و هنگام انتقال جسد و به منظور تکریم، بقایای دیویس برای مدت یک روز در نهاد نوبنیاد انجمن تاریخی لویزیانا نهاده شد و افراد زیادی از جمله مورفی جی. فاستر (فرماندار لویزیانا) از آن بازدید و بدان ادای احترام کردند. سرانجام بقایای دیویس از طریق یکی از قطارهای خط لویی‌ویل و نشویل به ریچموند منتقل شد.
در هیوستن تکزاس و مونتگومری آلاباما دبیرستانهایی به نام جفرسون دیویس نام‌گذاری شده‌است. همچنین او پس از مرگ به عضویت افتخاری انجمن برادری کاپا سیگما پذیرفته شد.

## پانوشت‌ها
1. ↑  Alexander Stephens
2. ↑  Sarah Knox Taylor
3. ↑  Zachary Taylor
4. ↑  Varina Anne (Winnie) Davis Howell
5. ↑  Samuel Emory Davis
6. ↑  Margaret Howell Davis
7. ↑  Jefferson Davis, Jr
8. ↑  Joseph Evan Davis
9. ↑  William Howell Davis
10. ↑  Secession
11. ↑  دیویس در سراسر کتابش: ظهور و افول دولت موتلفه سعی در اثبات این امر دارد و این حق مورد اشاره تز اصلی اوست.
12. ↑  Samuel Emory Davis
13. ↑  Jane Cook
14. ↑  Evan Davis
15. ↑  Lydia Emory
16. ↑  Continental Army
17. ↑  St. Mary Parish
18. ↑  Wilkinson County
19. ↑  Plantation
20. ↑  Woodville
21. ↑  Catholic School of Saint Thomas
22. ↑  St. Rose Priory
23. ↑  Washington County
24. ↑  Eggnog Riot
25. ↑  Fort Crawford
26. ↑  Black Hawk War
27. ↑  Louisville
28. ↑  Saint Francisville
29. ↑  Brierfield Plantation
30. ↑  Warren County
31. ↑  Varina Howell
32. ↑  Natchez
33. ↑  Richard Howell
34. ↑  Biloxi
35. ↑  Adolfo Müller-Ury
36. ↑  Durrand-Reuel
37. ↑  Richmond
38. ↑  Jim Limber
39. ↑  Rufus Saxton
40. ↑  Beauvoir
41. ↑  Mississippi Rifles
42. ↑  Monterrey
43. ↑  Battle of Buena Vista
44. ↑  Robert H. Chilton
45. ↑  Robert Edward Lee
46. ↑  James K. Polk
47. ↑  Narciso Lopez
48. ↑  در زبان انگلیسی به چنین اشخاصی اصطلاحاً Filibuster یا Freebooter گفته می‌شود.
49. ↑  Jesse Spight
50. ↑  Treaty of Guadalupe Hidalgo پیمانی که به جنگ آمریکا و مکزیک پایان داد و به تقریب نقش معاهده پاریس را پس از پایان جنگ جهانی اول داشت.
51. ↑  طرحی که هنری کلی آن را ارائه داد و استیون داگلاس به دفاع از آن پرداخت و خلاصه آن از این قرار بود که ایالات شمالی و جنوبی طی توافقاتی تصمیم گرفتند از تنش‌ها بر سر موضوع برده داری بکاهند و این اتفاق عملی شد. یکی از مفاد این طرح این بود که ایالت تکزاس از ادعای خود نسبت به نیومکزیکو صرف نظر کند اما تکزاس همچنان بر در دست داشتن ال پاسو اصرار ورزید و این شهر با توافق ایالات شمال تحت حاکمیت تکزاس باقی‌ماند. دیویس هرگونه صلح و سازش در زمینه برده داری را مخالف قانون می‌پنداشت و چنان‌که اشاره شد معتقد بود که اختیار نگاهداری یا عدم نگاهداری برده برعهده خود ایالات است و ایالات دیگر یا دولت فدرال نمی‌توانند اراده خود را بر ایالات جنوبی تحمیل کنند.
52. ↑  Henry Stuart Foote
53. ↑  William R. King
54. ↑  راه آهنی که شرق قاره آمریکا یعنی سواحل اقیانوس اطلس را به غرب آن که سواحل اقیانوس آرام در آنجا قرار داشت وصل می‌کرد و در توسعه آمریکا در قرن نوزدهم نقش اساسی ایفا کرد.
55. ↑  Gadsden Purchase
56. ↑  James Buchanan
57. ↑  Faneuil Hall
58. ↑  Montgomery, Alabama
59. ↑  Fort Sumter
60. ↑  P.G.T. Beauregard
61. ↑  Charleston, South Carolina
62. ↑  به این دلیل که موتلفه ۴ سال بعد در جنگ شکست خورد.
63. ↑  Joseph Eggleston Johnston
64. ↑  Antietam
65. ↑  Gettysburg
66. ↑  Vicksburg
67. ↑  Edmund Kirby Smith
68. ↑  Earl Van Dorn
69. ↑  Theophilus H. Holmes
70. ↑  Braxton Bragg
71. ↑  John Bell Hood
72. ↑  Atlanta
73. ↑  William T. Sutherlin که تاجر تنباکو بوده‌است.
74. ↑  Danville
75. ↑  Greensboro
76. ↑  Shreveport
77. ↑  John D. Winters
78. ↑  Heard House
79. ↑  Irwinville
80. ↑  Irwin County
81. ↑  Fort Monroe
82. ↑  چاپ شده در هفته‌نامه هارپر، دوره پنجم، شماره ۲۲۳
83. ↑  Robert Toombs
84. ↑  Robert M. T. Hunter
85. ↑  Judah P. Benjamin
86. ↑  Christopher Memminger
87. ↑  George Trenholm
88. ↑  John H. Reagan
89. ↑  Leroy P. Walker
90. ↑  George W. Randolph
91. ↑  James Seddon
92. ↑  John C. Breckinridge
93. ↑  Thomas Bragg
94. ↑  Thomas H. Watts
95. ↑  این شخص خویشاوندی با جفرسون دیویس نداشته‌است.
96. ↑  Stephen Mallory
97. ↑  Alfred R. Waud
98. ↑  Ben Montgomery
99. ↑  Horace Greeley
100. ↑  New York Tribune
101. ↑  Cornelius Vanderbilt
102. ↑  Gerrit Smith
103. ↑  Secret Committee of Six
104. ↑  John Brown
105. ↑  Carolina Life Insurance Company
106. ↑  Agricultural and Mechanical College of Texas
107. ↑  Texas A&M University
108. ↑  Beauvoir
109. ↑  Venite ad me omnes qui laboratis, et ego reficiam vos, dicit Dominus
110. ↑  Lost Cause
111. ↑  Meriden Daily Journal
112. ↑  A Short History of the Confederate States of America
113. ↑  Charles Erasmus Fenner
114. ↑  Metairie
115. ↑  Hollywood Cemetery
116. ↑  Louisiana Historical Association
117. ↑  Murphy J. Foster
118. ↑  Houston
119. ↑  Kappa Sigma Fraternity

## یادکرد منابع
- توجه مهم: این مقاله برگردانی است از ویرایشی ویژه[۴۵] از مقاله جفرسون دیویس در ویکی‌پدیای انگلیسی. ازاین رو، یاد کردن تمام منابع مقاله یادشده ضروری به نظر رسید و بنابراین در زیر آورده می‌شود. افزون بر این، هرجا مطالبی و نکاتی به ترجمه اصلی افزوده شده باشد، منابع آن نیز بر فهرست منابع اصلی اضافه شده‌است.

1. ↑  "Jefferson Finis Davis". Biography.com. Retrieved 9 February 2013.
2. ↑  Jefferson Davis, President of Confederate States 1861... December 6 in History
3. ↑  DAVIS, Jefferson - Biographical Information
4. ↑  Jefferson Davis (1881). "The Rise and Fall of the Confederate Government" (به انگلیسی). D. Appleton & Co. p. v. Retrieved 17 May 2011.
5. ↑  «Jefferson Davis elected — History.com This Day in History — 11/6/1861». بایگانی‌شده از اصلی در ۱۵ سپتامبر ۲۰۱۲. دریافت‌شده در ۸ مه ۲۰۱۱.
6. ↑  www.wisegeek.com/what-were-the-confederate-states-of-america.htm
7. ↑  William James Cooper (۲۰۰۸)، Jefferson Davis and the Civil War era، LSU Press، ص. p٫ ۱_۵، شابک ۹۷۸-۰-۸۰۷۱-۳۳۷۱-۲
8. ↑  Bell I. Wiley, "Jefferson Davis: An Appraisal," Civil War Times Illustrated, January 1967, Vol. 6 Issue 1, pp 4-17
9. ↑  President Carter signs bill restoring Jefferson Davis... October 17 in History
10. ↑  Wilm K. Strawbridge, "'A Monument Better Than Marble': Jefferson Davis and the New South," Journal of Mississippi History, December 2007, Vol. 69 Issue 4, pp 325-347
11. 1 2 3 4  Hamilton, Holman (1978). "Jefferson Davis Before His Presidency". The Three Kentucky Presidents. Lexington, Kentucky: University Press of Kentucky. ISBN 0-8131-0246-4.
12. ↑  U.S. Military Academy, Register of Officers and Graduates of the U.S. Military Academy from March 16, 1802 to January 1, 1850. Compiled by Capt. George W. Cullum. West Point, N.Y. : 1850, p. 148.
13. ↑  ویکی‌پدیا انگلیسی
14. ↑  دانشنامه ویرجینیا، نهاد علوم انسانی، بقلم جان کاسکی
15. ↑  نیویورک تایمز، چهارم ژوئن ۱۸۶۵
16. ↑  [دانشنامه ویرجینیا]
17. ↑  «تصاویری از تندیس دیویس و جیم لیمبر». بایگانی‌شده از اصلی در ۷ نوامبر ۲۰۱۷. دریافت‌شده در ۳۰ اکتبر ۲۰۱۷.
18. ↑  «www.tin-soldier.com». بایگانی‌شده از اصلی در ۳۰ نوامبر ۲۰۱۰. دریافت‌شده در ۲۰ آوریل ۲۰۱۱.
19. ↑  «وبگاه جفرسون دیویس دات نت». بایگانی‌شده از اصلی در ۲۹ دسامبر ۲۰۱۰. دریافت‌شده در ۲۰ آوریل ۲۰۱۱.
20. ↑  Thomson, Janice E. , Mercenaries, Pirates and Sovereigns, Princeton University Press:1996 p. 121
21. ↑  James M. McPherson, Battle Cry of Freedom: The Civil War Era (New York: Bantam Books, 1989), p. 104.
22. ↑  Rowland, Dunbar (1912). The Official and Statistical Register of the State of Mississippi. Mississippi. Dept. of Archives and History. Nashville, Tennessee: Press of Brandon Printing Company. p. 111. Retrieved 2009-03-26.
23. ↑  Kleber, John E. , ed (1992). «Davis, Jefferson". The Kentucky Encyclopedia. Associate editors: Thomas D. Clark, Lowell H. Harrison, and James C. Klotter. Lexington, Kentucky: The University Press of Kentucky. ISBN 0-8131-1772-0.
24. ↑  وبگاه هیستوری هاوس به نقل از کتاب ویلیام کوپر.
25. ↑  تارنمای سنای آمریکا - سخنرانی خداحافظی جفرسون دیویس بایگانی‌شده  در ۱ مارس ۲۰۱۱ توسط Wayback Machine بازدید در تاریخ ۲۲ آوریل ۲۰۱۱
26. ↑  Joseph G. Dawson III, "Jefferson Davis and the Confederacy's 'Offensive-Defensive' Strategy in the U.S. Civil War," Journal of Military History, April 2009, Vol. 73#2, pp 591-607
27. ↑  Richard E. Beringer, Herman Hattaway, Archer Jones, and William N. Still, Jr. Why the South Lost the Civil War (1986)
28. ↑  Steven E. Woodworth, Jefferson Davis and His Generals: The Failure of Confederate Command in the West (1990)
29. ↑  Steven E. Woodworth, "'Dismembering the Confederacy': Jefferson Davis and the Trans-Mississippi West," Military History of the Southwest, 1990, Vol. 20 Issue 1, pp 1-22
30. ↑  Hattaway and Beringer, Jefferson Davis, Confederate President (2002)
31. ↑  In Jefferson Davis, Constitutionalist, His Letters, Papers and Speeches, ed. Dunbar Rowland, Vol. 5, p. 50, 1923.
32. ↑  Paul D. Escott, After Secession: Jefferson Davis and the Failure of Confederate Nationalism (1978)
33. ↑  Cooper, Jefferson Davis (2000) p. 475, 496
34. ↑  Cooper (2000) pp. 447, 480, 496
35. ↑  John D. Winters, The Civil War in Louisiana, Baton Rouge, Louisiana: Louisiana State University Press, 1963, ISBN 0-8071-0834-0, p. 419
36. ↑  جفرسون دیویس بازداشت شد بازدید در تاریخ چهارم فوریه ۲۰۱۰
37. ↑  تارنمای دانشنامه جورجیا بایگانی‌شده  در ۲۸ آوریل ۲۰۱۱ توسط Wayback Machine بازدید در ۲۴ آوریل ۲۰۱۱
38. ↑  تارنمای کاتولیسیزم بازیابی شده در تاریخ 26 آوریل 2011.
39. ↑  The Meriden Daily Journal (May 14, 1881), Jefferson Davis' Loyalty, p. 1
40. ↑  همان
41. ↑  وبگاه دانشگاه واشینگتن و لی. بازیابی شده در تاریخ 26 آوریل 2011.مرثیه‌ای برای دیویس از جانب چارلز اراسموس فنر بایگانی‌شده  در ۱۰ ژوئیه ۲۰۱۲ توسط Archive.today
42. ↑  Donald E. Collins, The Death and Resurrection of Jefferson Davis (2005)
43. ↑  بازدید شده در تاریخ 26 آوریل 2011.تارنمای فایند ا گریو
44. ↑  وبگاه انجمن تاریخی لویزیانا. بازدید شده در تاریخ 26 آوریل 2011. (پی‌دی‌اف)"Kenneth Trist Urquhart,"Seventy Years of the Louisiana Historical Association", March 21, 1959, Alexandria, Louisiana". بایگانی‌شده  در ۲۳ سپتامبر ۲۰۱۰ توسط Wayback Machine
45. ↑  Wikipedia contributors. "Jefferson Davis." Wikipedia, The Free Encyclopedia. Wikipedia, The Free Encyclopedia, 20 Apr. 2011. Web. 22 Apr. 2011.